# Fumito Ueda
Fumito Ueda (上田 文人?, Ueda Fumito; Tatsuno, 19 aprile 1970) è un autore di videogiochi giapponese.

## Carriera
Dopo la laurea alla Osaka University of Arts nel 1993 Ueda cercò di guadagnarsi da vivere come artista ma non ebbe fortuna e nel 1995 si unì alla software house WARP, lavorando come animatore nel gioco Enemy Zero per Sega Saturn alle dipendenze di Kenji Eno.
Terminato il lavoro, Ueda lascia la WARP per unirsi nel 1997 alla Sony Computer Entertainment. Nel 2001 ha diretto ICO, ottenendo un grande successo di critica e numerosi premi. Il successo dell'opera è stato replicato quattro anni dopo con Shadow of the Colossus, che gli ha permesso di diventare uno degli autori di videogiochi più famosi al mondo.
Nel dicembre del 2011 lascia Sony senza aver terminato il progetto The Last Guardian. A sorpresa, all'E3 2015, è stato mostrato, durante la conferenza Sony, un nuovo trailer di The Last Guardian, che ha confermato lo sviluppo del gioco sulla console PlayStation 4. Dopo vari rimandi, The Last Guardian è stato infine pubblicato in esclusiva per PS4 il 6 dicembre del 2016.
Nel mentre, Ueda fonda lo studio GenDesign, formato da ex membri del Team Ico, e nel 2018 rivela di essere al lavoro su un nuovo gioco in collaborazione con Epic Games.
Il primo trailer del gioco è stato rivelato ai The Game Awards 2024.

## Ludografia
- 1997 - Enemy Zero (Sega Saturn) - Animatore
- 2001 - ICO (PlayStation 2) - Regista/Designer/Animatore/Direzione artistica
- 2005 - Shadow of the Colossus (PlayStation 2) - Regista/Designer
- 2016 - The Last Guardian (PlayStation 4) - Regista